# Campeonato Citadino de Porto Alegre 1915
In 1915 werd het zesde Campeonato Citadino de Porto Alegre gespeeld voor voetbalclubs uit de Braziliaanse staat Porto Alegre, de hoofdstad van Rio Grande do Sul. 
De competitie van de LPAF werd gespeeld van 2 mei tot 5 september en werd gewonnen door Internacional. 
De competitie van de AFPA werd gespeeld van 27 juni tot 4 juli en werd gewonnen door Grêmio. 

## LPAF
| Plaats | Club          | Wed. | W | G | V | Saldo | Ptn. |
| ------ | ------------- | ---- | - | - | - | ----- | ---- |
| 1.     | Internacional | 6    | 6 | 0 | 0 | 38:3  | 12   |
| 2.     | Colombo       | 6    | 3 | 1 | 2 | 9:13  | 7    |
| 3.     | Cruzeiro      | 5    | 1 | 1 | 3 | 4:14  | 3    |
| 4.     | São Paulo     | 5    | 0 | 0 | 5 | 3:24  | 0    |

### Kampioen
| Campeonato Citadino de Porto Alegre de 1915 |
| ------------------------------------------- |
| INTERNACIONAL 3º Titel                      |

## AFPA
| Plaats | Club      | Wed. | W | G | V | Saldo | Ptn. |
| ------ | --------- | ---- | - | - | - | ----- | ---- |
| 1.     | Grêmio    | 2    | 2 | 0 | 0 | 23:1  | 4    |
| 2.     | Americano | 1    | 0 | 0 | 1 | 1:12  | 0    |
| 3.     | São José  | 1    | 0 | 0 | 1 | 0:11  | 0    |

### Kampioen
| Campeonato Citadino de Porto Alegre de 1915 |
| ------------------------------------------- |
| GRÊMIO 4º Titel                             |